# سانتا سوساننا
سانتا سوساننا (به اسپانیایی: Santa Susanna, Catalonia) یک شهرستان در اسپانیا است که در استان بارسلون واقع شده‌است.

## خصوصیات
سانتا سوساننا ۱۲٫۶۸ کیلومترمربع مساحت و ۳٬۳۰۸ نفر جمعیت دارد و ۱۰ متر بالاتر از سطح دریا واقع شده‌است.